# Saxifraga baimashanensis
Saxifraga baimashanensis är en stenbräckeväxtart som beskrevs av Cheng Yih Wu. Saxifraga baimashanensis ingår i Bräckesläktet som ingår i familjen stenbräckeväxter. Inga underarter finns listade i Catalogue of Life.